# Henrik Gál
Henrik Gál (* 5. März 1947 in Földes) ist ein ehemaliger ungarischer Ringer. Er wurde 1976 Europameister und erreichte bei den Olympischen Spielen 1972 in München den 7. Rang, bei den Olympischen Spielen 1976 in Montreal den 4. Rang, jeweils im freien Stil im Fliegengewicht (bis 52 kg Körpergewicht).